# TCX
TCX（ティーシーエックス／TOHO CINEMAS EXTRA LARGE SCREEN）はTOHOシネマズによるスクリーンに対する独自規格である。
以下では同社の独自規格のシアター「プレミアムシアター」についても記載している。

## 概要
上映室の左右の壁一面に広がったスクリーンで、同規模のものに比べて120パーセント拡大サイズ。また、壁面、天井、シートなどをダーク系に統一することで上映中の暗室効果を高めたインテリアを導入した。
なお、巨大スクリーンであれば必ずしもTCXとして運用しているわけではなく、該当サイトのTCXより他サイトの非TCXシアターの方が絶対値ではスクリーンサイズが大きい場合がある（例：海老名の1番スクリーンはTOHOシネマズ最大級（日本最大級でもある）であるがTCXではない）。
同社の特設サイトに記載されているTCXの説明は以下の通りとなる。
- 同規模座席数のスクリーンと比較して画面サイズが約120%にUP
- スクリーン内のエクステリアをダーク系カラーに統一し、スクリーン以外の光の反射を軽減
- Wall-to-Wall（壁から壁一面）の大型スクリーン

なお、TCXは他社の『ULTIRA（ウルティラ／イオンシネマ）』や『BESTIA（ベスティア／シネマサンシャイン）』のように音響への規格はなく、あくまでスクリーンやシアター内装のみに対する独自規格となっている。このため音響フォーマットに関してはドルビーラボラトリーズの「ドルビーアトモス」やDTS社の「dts-X」を採用している。

## 導入劇場
2013年11月22日、ららぽーと船橋に初導入されたTOHOシネマズ独自規格のスクリーン。2022年11月現在は18サイト・22スクリーンに導入されている。
以下ではTCXのみ採用（音響フォーマットを採用していない）スクリーンを記載。ドルビーアトモス導入劇場、「プレミアムシアター」名義のスクリーンに関しては各見出しを参照。
| 劇場名 | 所在地       | 導入日         | No. | Size(m) | Size(m) | 備考   |
| 劇場名 | 所在地       | 導入日         | No. | 縦      | 横      | 備考   |
| ------ | ------------ | -------------- | --- | ------- | ------- | ------ |
| 市原   | 千葉県市原市 | 2013年11月28日 | 9   | 8.35    | 18.50   | 3D対応 |
| 日本橋 | 東京都中央区 | 2014年3月20日  | 7   | 7.9     | 18.7    |        |

### ドルビーアトモス

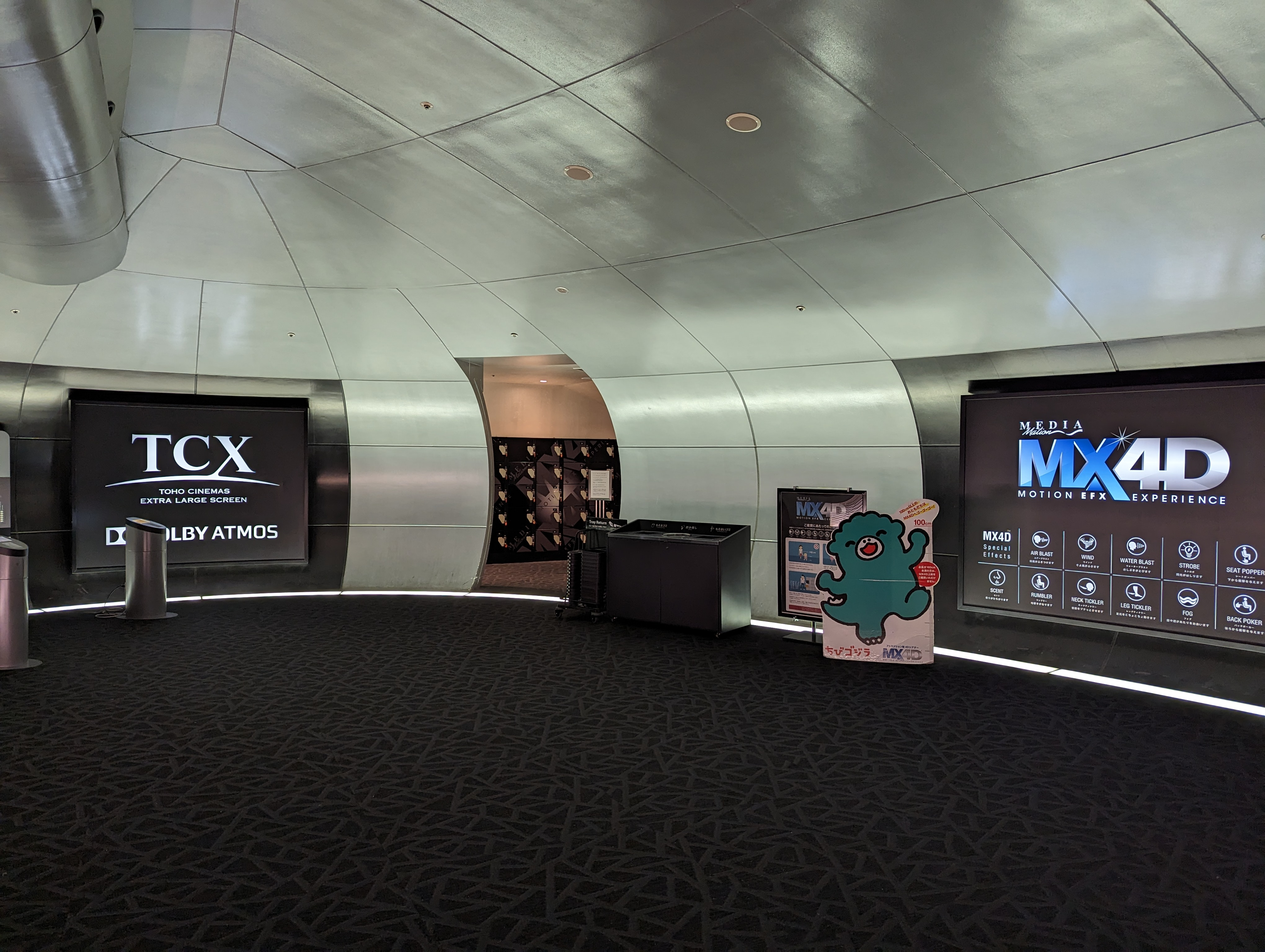
TCX／ドルビーアトモスとMX4Dを導入しているTOHOシネマズ 六本木ヒルズ

上記の通り、TCXには音響に対する独自規格は設けられていないため導入当初は音響フォーマットとして併せて採用されていた。ドルビーアトモスは国内シネコンチェーンとしては日本最多となる13劇場に採用している。
なお以下の表以外にも池袋（SC10）および梅田においてもドルビーアトモス対応となっている（後述のプレミアムシアターを参照）。
- VA：「VIVE-AUDIO（ヴィヴ・オーディオ）」採用

| 劇場名               | 所在地             | 導入日         | No. | Size(m) | Size(m) | VA | 備考                                           |
| 劇場名               | 所在地             | 導入日         | No. | 縦      | 横      | VA | 備考                                           |
| -------------------- | ------------------ | -------------- | --- | ------- | ------- | -- | ---------------------------------------------- |
| 日比谷               | 東京都千代田区     | 2018年3月29日  | 5   | 6.9     | 16.5    | ○  |                                                |
| 新宿                 | 東京都新宿区       | 2015年4月17日  | 9   | 8.0     | 19.2    | ○  |                                                |
| 六本木ヒルズ         | 東京都港区         | 2015年3月13日  | 7   | 8.4     | 20.2    | ○  | ヴィヴ・オーディオを国内初導入                 |
| 日本橋               | 東京都中央区       | 2014年3月20日  | 8   | 6.7     | 16.0    |    |                                                |
| 仙台                 | 宮城県仙台市青葉区 | 2016年7月1日   | 9   | 6.3     | 15.0    | ○  |                                                |
| ららぽーと富士見     | 埼玉県富士見市     | 2015年4月10日  | 1   | 7.8     | 18.7    | ○  |                                                |
| ららぽーと船橋       | 千葉県船橋市       | 2013年11月22日 | 4   | 10.1    | 18.8    |    | ドルビーアトモスを日本国内の映画館として初導入 |
| 柏                   | 千葉県柏市         | 2016年4月25日  | 6   | 7.0     | 16.1    | ○  |                                                |
| 赤池                 | 愛知県日進市       | 2017年11月24日 | 5   | 7.2     | 16.9    | ○  |                                                |
| くずはモール         | 大阪府枚方市       | 2014年3月12日  | 1   | 8.4     | 20.0    |    |                                                |
| アミュプラザおおいた | 大分県大分市       | 2015年4月16日  | 2   | 6.2     | 15.0    | ○  |                                                |

## プレミアムシアター
これまでの同社による独自規格（TCX）はスクリーンおよび内装のみに対するものであったが、このシアターでは「ラージスクリーン（TCX）」「プレミアシート」「プレミアサウンド」の3つをコンセプトとした同社の独自規格プレミアムシアターとなっている。
2023年11月現在、9劇場／11スクリーンに展開している。

### 音響／スピーカーシステム
スピーカーシステムには熊本サクラマチを除くすべての劇場に「カスタムオーダーメイドスピーカー」を採用しているのが特徴の1つであり、各劇場の詳細は以下の通り。また、熊本サクラマチを除くシアターは音響エンジニアの一面も持つアーティスト『LOVE PSYCHEDELICO』のNAOKIが音響調整の監修を行っている。
- 池袋（SC10）および梅田はドルビーアトモスに対応しており、フロントスピーカーに「カスタム4wayハイコアキシャル」を採用し、広帯域で高精細な出力を可能とし映画作品ごとの忠実な音の再生を実現している[5]。
- ららぽーと福岡では共通のステージスピーカー（大型4Wayメインシステム）が採用されており、サラウンドスピーカーが異なる。
  - スクリーン3には大型2Way同軸ドライバーを使用した高耐入力・高出力型2Wayタイプを採用。
  - スクリーン4には高域と中域に2Way同軸ドライバー、低域に小型サブベースを使用した3Wayタイプを採用。
- それ以外のシアターでは国内有数のホールにカスタムスピーカーの納入実績を持つイースタンサウンドファクトリー株式会社とジーベックス株式会社のコラボレーションによる劇場に最適な形で設計されたスピーカーを採用。

| 劇場名           | 所在地             | 導入日         | No. | Size(m) | Size(m) | 備考                                                   |
| 劇場名           | 所在地             | 導入日         | No. | 縦      | 横      | 備考                                                   |
| ---------------- | ------------------ | -------------- | --- | ------- | ------- | ------------------------------------------------------ |
| すすきの         | 北海道札幌市中央区 | 2023年11月30日 | 8   | 7.1     | 17.0    |                                                        |
| 日比谷           | 東京都千代田区     | 2018年3月29日  | 1   | 8.3     | 19.8    |                                                        |
| 池袋             | 東京都豊島区       | 2020年7月3日   | 6   | 6.0     | 14.4    |                                                        |
| 池袋             | 東京都豊島区       | 2020年7月3日   | 10  | 6.0     | 14.4    | ドルビーアトモスを日本初となるカスタムスピーカーで導入 |
| 立川立飛         | 東京都立川市       | 2020年9月10日  | 7   | 7.2     | 17.1    |                                                        |
| 梅田             | 大阪府大阪市北区   | 2022年11月11日 | 1   | 6.3     | 15.0    | 2015年12月5日に「TCX」およびドルビーアトモスを導入     |
| セブンパーク天美 | 大阪府松原市       | 2021年11月17日 | 10  | 6.3     | 15.0    |                                                        |
| ららぽーと門真   | 大阪府門真市       | 2023年4月17日  | 7   | 7.5     | 17.8    |                                                        |
| ららぽーと福岡   | 福岡県福岡市博多区 | 2022年4月25日  | 3   | 6.7     | 16.0    |                                                        |
| ららぽーと福岡   | 福岡県福岡市博多区 | 2022年4月25日  | 4   | 6.8     | 16.0    |                                                        |
| 熊本サクラマチ   | 熊本県熊本市中央区 | 2019年9月14日  | 5   | 7.5     | 18.0    | 立体音響システム「dts-X」を採用                        |